# AFAS Live
AFAS Live (2001-2016 Heineken Music Hall eller bare HMH Arena) er en koncertsal der ligger i Hollands hovedstad Amsterdam. Arenaen blev brugt til Junior Eurovision Song Contest 2012.